# ايمفال غرب
ايمفال غرب رمزها «WI» (بالإنجليزية: Imphal  West)‏ ، هو تقسيم إداري لدولة الهند تتبع ولاية مانيبور (بالإنجليزية: Manipur)‏ ، مركزها هو مدينة لامفيلبات (بالإنجليزية: Lamphelpat)‏ عدد سكانها حسب تعداد سنة 2001 هو 439,532 ، مساحتها 519 كم² وكثافة السكان 847 لكل كم² .

## أعلام
- غورمانجي سينغ
- ديفيندرو سينغ